# Abavorana nazgul
Abavorana nazgul é uma espécie de anfíbio anuro da família Ranidae. O seu estado de conservação ainda não foi avaliado pela Lista Vermelha da UICN. Está presente na Malásia.